# Caçapava
23°06′3″N 45°42′25″T / 23,10083°N 45,70694°T
Caçapava là một đô thị ở bang São Paulo của Brasil. Đô thị này có dân số (năm 2004) là 81.298 người, diện tích là 370,87 km². Caçapava nằm ở độ cao 560 m trên mực nước biến.

## Cự ly so với các thành phố chính
- São Paulo - 109 km
- Taubaté - 20 km
- Campos do Jordão - 63 km
- Ubatuba - 137 km
- Rio de Janeiro - 301 km
- São José dos Campos - 21 km